# Luynhorst
De Luynhorst is een havezate in de Nederlandse buurtschap Greffelkamp, provincie Gelderland. Sinds 1966 is de Luynhorst een rijksmonument.
De naam zal een samentrekking zijn van horst – een hoger gelegen stuk land – en de persoonsnaam Ludo.

## Geschiedenis
Het huis Luynhorst is waarschijnlijk rond 1340 gesticht door Werner van Ludenhorst. In 1410 werd Aernt van Ceps beleend met het huis Ludenhorst. Het huis was toen een leen van het Huis Bergh.
In 1440 werd Rolof Momm met de Luynhorst beleend. Johan Momm liet in 1560 het huis opnieuw optrekken. Begin 17e eeuw zal het huis grondig vernieuwd zijn. De familie Momm verkocht de Luynhorst in 1610 aan Christiaen van Berveldt. Nicolaes van Berringer kocht het huis in 1636, en na diverse wisselingen van eigenaren kwam de Luynhorst in 1749 terecht bij de familie Van der Heyden, afkomstig van het Huis Baak. Zij verpachtten het vervallen huis als boerderij. Gezien de jaartalsteen met 1788 hebben zij de havezate grootschalig laten verbouwen.
Via vererving kwam de Luynhorst midden 19e eeuw bij de familie Vos de Wael terecht, die het in 1963 aan de pachter Bernard Lankhorst verkochten. Tien jaar later werd het goed aangekocht door de Stichting Beheer Landbouwgronden, die het direct weer doorverkochten aan de gemeente Didam. Voorwaarde was dat de Luynhorst geen agrarische bestemming meer zou krijgen. De gemeente verkocht het vervolgens aan het echtpaar Müller, dat in 1974 overging tot restauratie van de Luynhorst.

## Beschrijving
Van het middeleeuwse kasteel is het uiterlijk niet bekend. De oudste afbeeldingen dateren uit begin 18e eeuw en tonen een 17e-eeuws huis. Het gaat om een dwarsgeplaatst voorhuis met een Gelderse gevel en een tuitgevel, afgedekt door een zadeldak. Achter het gebouw stond een vrijstaande schuur. Aan de zijkant was een hoog gebouw aanwezig, wellicht een restant van de oorspronkelijke havezate.
Bij de verbouwing van 1788 is een deel van het 16e- en 17e-eeuwse muurwerk behouden gebleven. De Gelderse gevel werd vervangen door een eenvoudige puntgevel en er kwam een kelder. In de zijgevel werden duivengaten aangebracht.
Rond 1813 werd de schuur verplaatst. Het voorhuis werd voorzien van een achterhuis, zodat een T-boerderij ontstond.
In 1930 werden de zijmuren van het achterhuis vernieuwd.
Bij de restauratie van 1974 werd het vervallen dak van het achterhuis verwijderd. De resterende muren zijn toen als patio ingericht. Het voorhuis kreeg aan de achterzijde een kleine aanbouw. Rondom het huis zijn nog restanten van de gracht aanwezig.
Aalst · Aardenburg · Acquoy · Aerdt · Agistaldaburg · Ahof · Aldenhaag · Aller · Ambe · Ammersoyen · Ampsen · Andelst · Angeroyen · Appelburg · Appelse walburg · Appeltern · Arler · Baak · Babberich · Baer · Baerle · Bakerbosch · Balgoij · Barlham · Batenburg · Beek · Beerenclaauw · Bemmel · Bevervoorde · Bergh · Biljoen · Bingerden · Blankenborg (Laren) · Blankenborg · Blauwe Huis · Blokhuis (Ravenswaaij) · Boelenham · Boetselaersborg · Borculo · Boswaai · Brakel · Den Brakel · Den Bramel · Bredevoort · Broekhuizen · Bronkhorst · Bruchem · Bruinhorst · Brunsberg · Bulkestein · Bunswaard · Burcht van Tiel · Buren · De Buurse · Byland · Byvanck · Caetshage · Camphuysen · De Cannenburch · de Cloese · Coldenhove · Culemborg · Dedinckweerd · Delwijnen · Didam · Diepenbroek · Hof te Dieren · Huis Dijck · Dikke Tinne · Doddendaal · Dodewaard · Doornenburg · Doornik · Doorwerth · Dooyenburg · Dorth · Doseburg · Drakenburg · Dreumel · Druten · Duivelshuis · Eerbeek · De Ehze · Elburg · Eldrik · Emmerik · Engelenburg · Groot Engelenburg · Engelrode · Enghuizen · Enspijk · De Essenburgh · Essenpas · Est · Fokkinck · Gameren · Geerestein · Geldermalsen · De Gelderse Toren · Geldersweerd · Gellicum · Gendt · Gennepestein · Glindhorst · Goudenstein · ‘s-Grevenhoef · Groot Hell · Groenlo · Groesbeek · Huis te Groesbeek · Grunsfoort · Gulden Spijker · Hackfort · Hackforts Veenhuis · Hagen · Hagevoort · Hamerden · Hanepol · Harreveld · Harslo · Hassink · Het Haveke · Hedel · Heeckeren · De Heegh · Hees · De Heest · Hellouw · Hemmen · Hernen · Motte van Hernen · Heumen · Heusden · Hoekelum · Hoekenburg · De Hoeve · De Hof · Hof d'Ooy · Hof van Arkel · Huis het Holt · Holthuis · Het Holtslag · Ter Horst · Houberg · St. Hubertus · Huissen · Hulhuizen · Hulkestein · Hulsen · Hunneschans bij De Duno · Hunneschans bij Uddel · Jonker Bloo · 't Joppe · De Kamp · Karssenberg · Kemnade · Keppel · Kermestein · Kernhem · Kervel · Kiefskamp · De Kinkelenburg · Klein Enghuizen · Kleverburg · Kortenhoeve · Laag Helbergen · Lakenburg · Landfort · Langen · Latenstein · De Lathmer · Lathum · Ter Lede · Leegpoel · Leemcuyl · Leeuwen · Leeuwenbergh · Lensenburg · Lent · Leur · Leuvenum · Leyenburg · Lichtenvoorde · Lievenstein · Loenen · Loevestein · Loil · Loowaard · Luynhorst · Hof te Maasbommel · Magerhorst · Malburgen · Malderburcht · Malsen · Manhorst · Marhulsen · De Marsch · Marveld · Mathena · Maurik · Medel · Medestein · 't Medler · Meinerswijk · De Mellard · Mensink · Mergelp · Meteren · 't Meyerink · Middachten · Millingen · Mussenberg · Nagelhorst · Nederhagen · Nederhemert · Neerijnen · Huis Neerijnen · De Nesch · Nettelhorst · Nieuwe Blokhuis ·  Nijburg · Nijenbeek · Old Putten · Notenstein · Nye Huis · Olde Spijker · Oldenaller · Oldenhof (Driel) · Oldenhof (Heteren) · De Ooij · Oolde · Oud Oolde · Oosterhout · Ophemert · Opijnen · Oud Ampsen · Oude Blokhuis · Het Oude Loo · Oude Voorst · Oudenborch · Oud-Wisch · Huis te Overasselt · Overeng · Overhagen · Overlaar · 't Oye · Palmestein · De Parck · Persingen · Plekenpol · Ploen · Pluimenburg · Poederoijen · Poelwijck · Poelwijk · De Pol (Dreumel) · Huis de Poll (Huis te Gietelo) · De Poll (Huissen) · Pollenbering · Pollenstein · Puttenstein · Het Raasink · Ravenhorst · De Rees · Ressen · Reuversweerd · Reygersfoort · Rhijnestein · Huis Rijswijk · Rode Toren · Roode Wald · Rosande · Rosendael · Rossum · Rumpt · Ruurlo · Rijsselt · Schadewijk · Schaffelaar · Scherpenzeel · Schoonbroek · Schoonderbeek · Schoonenburg · Schuilenburg · Schuilkerke · Hof te Seelbeek · Sevenaer I · Sevenaer II · Sinderen (Oude IJsselstreek) · Sinderen (Voorst) · Slangenburg · Sleeburg · Slimsijp · De Snor · Soelen · Spaansweerd · Spaldorp · Spijk · Staverden · Sterkenburg · Swanepol · Tarthorst · Teisterbant (Kerk-Avezaath) · Teisterbant (Kerkdriel) · Ter Dicke · Tolhuis · Tolhuis (Tiel) · Tollenburg · Tongerlo · Toren van Wely · Tuil · Ubbergen · Uilenburg (Ewijk) · Uilenburg (Heteren) · Ulenpas · Ulft · Upladen · Valburg · Valkhofburcht · Valkhofpalts · Vanenburg · Varik · Hof te Varsseveld · 't Velde · Velhorst · Verwolde · Vierakker · De Voorst · Voorstonden · Vorden · Vosbergen · Vredenburg · Vredestein (Driel) · Vredestein (Ravenswaaij) · Vuren · Waardenburg · Waddestein · Wadenoijen · Waede · Wageningen · Walfort · 't Waliën · De Wardt · Watergoor · Watermeerwijk · Wayenstein (Huis te Herwijnen) · Well (Huis van Malsen) · Weijenrade · Westenburg · Westerholt · Weurt · De Wiersse · Wijenburg (Echteld) · De Wildenborch · De Wildt · Wilp · Wilperhorst · Winssen · Wisch · Wychen · Wolfswaard · Woolbeek · Yrst · IJzendoorn · Zeeland · Zilveren Spijker · Zuilichem · Zwaluwenburg · Zwanenburg (Heerde) · Zwanenburg (Megchelen)